# 北韓揭秘計劃
北韓揭秘計劃（North Korea Uncovered）由一群對朝鮮民主主義人民共和國好奇的學者通過Google Earth衛星圖像、由流亡海外或朝鮮民主主義人民共和國政府內部變節人士提供的北韓實地照片，拼接組成的北韓地圖。
北韓揭秘計劃於2007年開始。截至2009年5月，北韓揭秘計劃數據文件之下載次數已逾47,000次。

## 外部連結
- North Korea Uncovered（页面存档备份，存于）, (North Korea Google Earth), a comprehensive mapping of North Korea on Google Earth